# Tritoma subbasalis
Tritoma subbasalis är en skalbaggsart som först beskrevs av Edmund Reitter 1896.  Tritoma subbasalis ingår i släktet Tritoma, och familjen trädsvampbaggar. Arten har ej påträffats i Sverige.